# Dagø
Dagø (estisk: Hiiumaa, svensk og tysk Dagö) er Estlands næststørste ø. Den udgør siden 2017 ét amt, som består af kun én kommune. Den er altså at sammenligne med Bornholms Regionskommune. Øen ligger i Østersøen nord for øen Øsel (Saaremaa). Dagø har et areal på cirka 989 km² og hele amtet har 8.497 indbyggere (31. december 2021). Forvaltningscentrum på øen er byen Kärdla. Ved en landsomfattende administrativ reform efter kommunalvalgene søndag den 15. oktober 2017 er de fire landkommuner blevet lagt sammen til éen kommune.

## Historie
Arkæologiske fund viser, at øen har været beboet mindst siden 400 f.Kr. Øens navn Dageida er nævnt for første gang i 1228, da øen tilhørte den Tyske Orden. I 1254 blev øen delt mellem bispedømmet Ösel-Wiek og den liviske del af den Tyske Orden.
I 1557 kom øen til Danmark. Mellem 1563 og 1710 tilhørte øen Sverige. Mellem 1710 og 1. verdenskrig var Estland en del af Rusland. Under 1. verdenskrig var Dagø besat af Tyskland. Efter krigen blev øen en del af det uafhængige Estland. I 1940 blev landet annekteret af Sovjetunionen. Estland blev selvstændigt igen den 20. august 1991 efter Sovjetunionens sammenbrud.
Dagø var længe et vigtigt centrum for den svenske befolkning i Estland. I slutningen af 1700-tallet boede der cirka 2000 svenskere på Dagø. I 1781 blev cirka halvdelen af den svenske befolkning deporteret til Ukraine, hvor de overlevede og grundlagde byen Gammalsvenskby (i dag Zmijevka). Svenskerne på Dagø boede frem for alt i Kärdla-området, hvor der endnu i dag findes enkelte, som regner sig som svenske. De fleste svenskere på Dagø blev imidlertid assimileret i den estisktalende flertalsbefolkning.
Den estiske dialekt på øen er stadig påvirket af svensk.

## Fredede områder
På øen findes følgende naturfredede områder:
1. Hiiumaa laidude maastikukaitseala, oprettet 1971
2. Käina lahe - Kassari maastikukaitseala,
3. Kõpu looduskaitseala,
4. Kõrgessaare maastikukaitseala,
5. Leigri looduskaitseala,
6. Luidja maastikukaitseala,
7. Paope looduskaitseala,
8. Pihla-Kaibaldi looduskaitseala,
9. Sarve maastikukaitseala,
10. Sepaste maastikukaitseala,
11. Tahkuna looduskaitseala,
12. Tareste maastikukaitseala,
13. Tihu looduskaitseala,
14. Tilga maastikukaitseala,
15. Vahtrepa maastikukaitseala,

idet man skelner mellem naturfredede områder (estisk: looduskaitseala) og landskabsfredning (estisk: maastikukaitseala).
Käina laht (bugt) er fuglebeskyttelsesområde.
Kukka kivi (sten) er en naturfredet vandreblok.
Øen indgår i Lääne-Eesti saarestiku biosfäärikaitseala (Det Vest-estiske øhavs biosfære-fredningsområde).

## Galleri
- Tahkuna fyrtårn
- Skur
- Gård
- Museum
- Allé

## Eksterne links
- Wikimedia Commons har flere filer relateret til Dagø
- Øens hjemmeside